# Susan Richardson
Susan Richardson (Coatesville, 11 marzo 1952) è un'attrice statunitense, principalmente nota per il ruolo di Susan Bradford, nella serie televisiva La famiglia Bradford, dal 1977 al 1981.

## Biografia
Si diploma nel liceo della sua città natale nel 1969, per poi trasferirsi nel 1971 a Los Angeles, in cerca di fortuna a Hollywood come attrice. Prima di giungere al successo nel 1979 con la serie La famiglia Bradford, recita in piccoli ruoli in American Graffiti e È nata una stella, accompagnando l'attività cinematografica a quella televisiva, con partecipazioni a Happy Days, Le strade di San Francisco e CHiPs.
Nel 1978 si sposa e diventa madre di una bambina; per il rientro sulle scene necessita di una forte perdita di peso, e si avvicina all'uso di cocaina. Al termine de La famiglia Bradford, nel 1982, cessa completamente l'attività di attrice, salvo due riapparizioni nel 1987 e nel 1989, in film legati alla serie.

## Filmografia parziale

### Cinema
- American Graffiti, regia di George Lucas (1973)
- È nata una stella (A Star Is Born), regia di Frank Pierson (1976)

### Televisione
- Le strade di San Francisco (The Streets of San Francisco) – serie TV, episodio 3x19 (1975)
- Happy Days – serie TV, episodio 2x19 (1975)
- La famiglia Bradford (Eight Is Enough) – serie TV, 112 episodi (1977-1981)
- CHiPs – serie TV, episodio 5x16 (1982)
- La famiglia Bradford: Festa di compleanno (Eight Is Enough: A Family Reunion), regia di Harry Harris – film TV (1987)